# Friedrich-Wilhelm von Rothkirch und Panthen
Friedrich-Wilhelm Oskar Sigismund Deodat von Rothkirch und Panthen (16 février 1884 à Darmstadt - 24 décembre 1953 à Trèves) est un Generalleutnant allemand qui a servi au sein de la Heer dans la Wehrmacht pendant la Seconde Guerre mondiale.
Il a été récipiendaire de la croix de chevalier de la Croix de fer nazie. Cette décoration est attribuée pour récompenser un acte d'une extrême bravoure sur le champ de bataille ou un commandement militaire accompli avec succès.

## Biographie
En 1902, il s'engage comme aide-drapeau dans le 8e régiment de dragons de l'armée prussienne et est promu lieutenant le 18 août 1903.
Friedrich-Wilhelm von Rothkirch und Panthen se retire du service actif le 30 novembre 1943.

## Décorations
- Croix de fer (1914)
  - 2e classe
  - 1re classe
- Croix d'honneur
- Agrafe de la croix de fer (1939)
  - 2e Classe
  - 1re Classe
- Croix de chevalier de la Croix de fer
  - Croix de chevalier le 15 août 1940 en tant que Generalmajor et commandant de la 13e division d'infanterie motorisée[1].